# Fossalto
Fossalto ist eine italienische Gemeinde (comune) mit 1153 Einwohnern (Stand 31. Dezember 2023) in der Provinz Campobasso in der Region Molise. Die Gemeinde liegt etwa 16,5 Kilometer von Campobasso.